# Fard (islam)
Pour les articles homonymes, voir Fard.

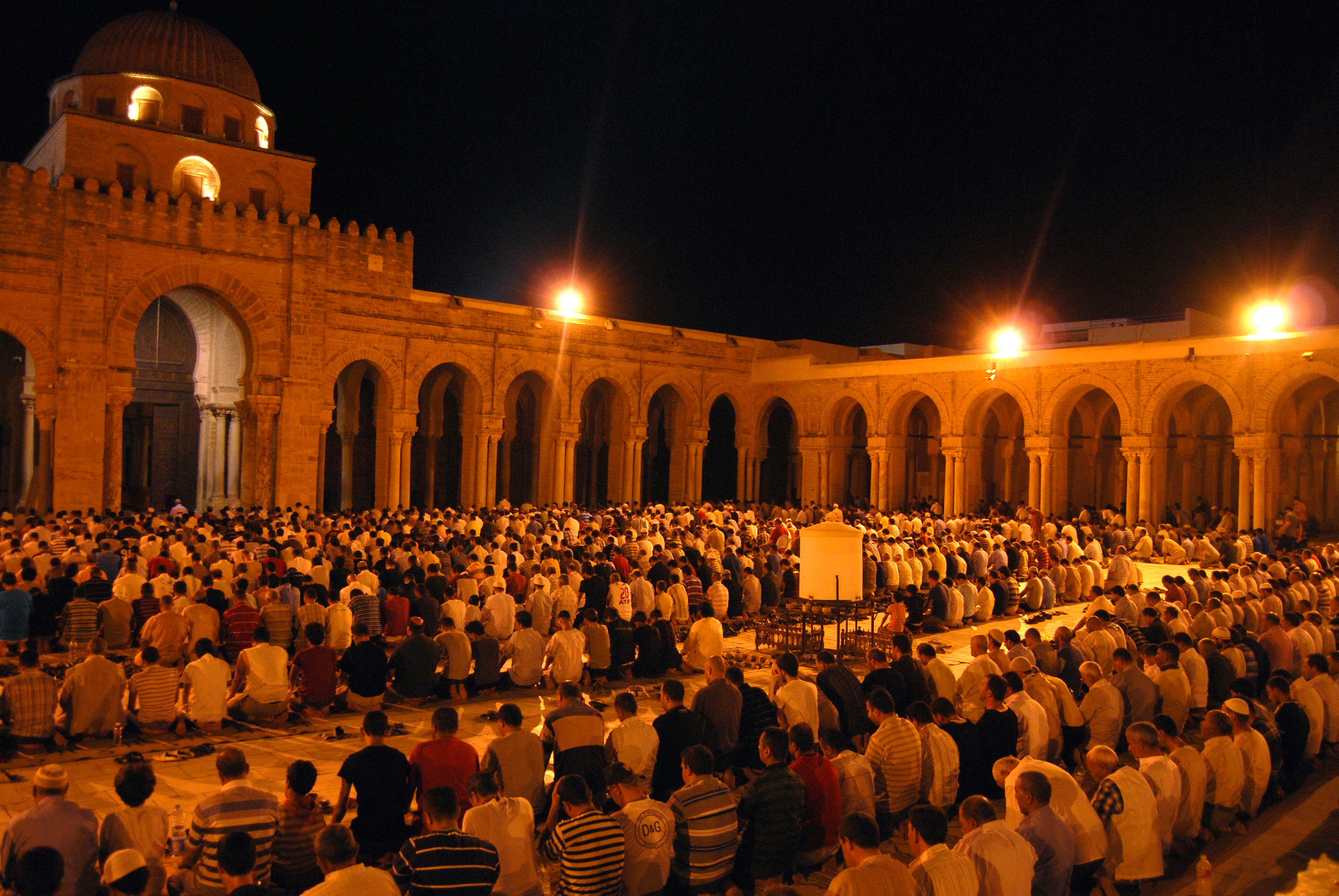
Fidèles accomplissant la prière dans la cour de la grande mosquée de Kairouan (Tunisie) durant le Ramadan.

Le fard (arabe : فَرْض [farḍh], obligation précepte; disposition légale) est ce qui est obligatoire, ce que l'on doit faire parce que prescrit par la loi.
Par exemple faire la prière ou jeûner pendant le Ramadan font partie du fardh.
Un "fardh" est une ordonnance divine obligatoire. Les "furudh" se divisent en deux catégories: "fardh ayn" et "fardh kifaya".
- "Fardh ayn" est une ordonnance divine obligatoire à titre individuel.
- "Fardh kifaya" est une ordonnance divine, obligatoire pour la nation musulmane dans son ensemble. Cette ordonnance collective est considérée accomplie, si elle est exécutée par quelques membres de la communauté ; elle n’est pas particulièrement contraignante à titre individuel.

## Dans les héritages
En particulier, le partage de l'héritage comprend des parties obligatoires et d'autres plus librement laissées au choix du défunt. Ces parties obligatoires s'appellent aussi fardh et ceux qui ont droit à une part sont appelés les gens qui ont des droits (arabe : أَصْحاب الفَرائِض [aṣḥāb al-farā'iḍh]). Ce sont les héritiers de premier rang. Les autres héritiers ne peuvent se partager que les parties restantes.
Les personnes qui ont droit à une part définie dans la succession du défunt (dhawû 'l-farâ'idh):
- Époux

1/2 si son épouse décédée n'a pas d'enfant
1/4 si cette dernière avait un enfant
- Épouse(s)

1/4 à se partager si le mari décédé est sans enfants
1/8 à se partager entre épouses si ce dernier avait des enfants
- Père

1/6 quand le défunt laisse un fils ou le fils de son fils (petit-fils),
1/6 et le reste, quand le défunt laisse une fille ou la petite fille du fils.
Quand le défunt ne laisse aucune progéniture, il hérite le reste.
- Mère

Si le père du défunt est vivant: ce qui reste après la part de l'épouse du défunt
La présence du grand-père ne modifie pas la part de la mère.
1/6 si elle a des enfants ou petits-enfants
1/3 s'il y'a absence de progéniture
- Grand-père paternel

1/6
- Grand-mère paternelle

Si le père est vivant elle est évincée.
Si le père est décédé et le grand-père vivant, cela ne change pas sa part.
Est évincée par la mère.
- Frères utérins, sont évincés par le fils, le fils du fils à l'infini, le père et l’aïeul

1/6 s'il n'y en a qu'un seul
1/3 s'il y'en a plusieurs, à se partager
- Sœur de père et de mère (germaine): évincé par la descendance et l'ascendance mâle

1/2 si unique sœur
2/3 à se partager entre sœurs sinon.
2/3 à se partager en présence de descendance femelle (fille)
Se partage le reste conformément à la règle du double au mâle en présence de frère germain.
- Fille(s)

S'il y a un fils ils se partagent le reste selon la règle du double au mâle
1/2 si fille unique
2/3 à se partager entre filles sinon
- Petite-fille d'un fils

Aucun droit s'il y a un fils vivant.
1/6 s'il y a une fille vivante
Comme les filles sinon
Lorsque les héritiers de première catégorie ont reçu leur part, le reste est réparti entre les membres du clan (`asaba), c’est-à-dire les parents pour lesquels aucune femme n'entre dans le lien de parenté. Il n'y a pas de part fixe pour cette catégorie d'héritiers.